# Arion (manga)
Pour les articles homonymes, voir Arion.
Arion (アリオン) est un manga de Yoshikazu Yasuhiko prépublié dans le Monthly Comic Ryū entre mars 1979 et septembre 1984 et publié en cinq volumes reliés par Tokuma Shoten. La version française fait trois volumes et est éditée par naBan Éditions en 2023.
Le manga est adapté en film d'animation par Yasuhiko lui-même en 1986.

## Synopsis
Arion, fils de Déméter, est un jeune homme qui a été enlevé par Hadès dès son plus jeune âge. Ce dernier l'entraîne dans son royaume des enfers. Il va l'élever dans la haine de Poséidon et de Zeus. Il lui fait croire que sa mère est aveugle par la faute de Zeus, et que le seul moyen de lui rendre la vue est de tuer le maître de l'Olympe.

## Personnages
Est présenté ici l'histoire des personnages. Elle peut contenir des éléments importants de la narration.
Arion
Le personnage principal de l'œuvre. Au début de l'histoire, c'est un très jeune garçon élevé par Déméter. Il est présenté  comme le fils de Déméter et de Poséidon. Il est enlevé par Hadès qui le trompe en lui faisant croire qu'ils vont chercher une plante pour guérir la cécité de sa mère. Une fois en enfer, Hadès entraine Arion et lui fait croire que la seule manière de redonner la vue à Déméter est d'aller tuer Zeus. Arion se retrouve alors au milieu d'une lutte de pouvoir entre Hadès, Zeus et Poséidon, pour la suprématie des Titans. Il va rejoindre Poséidon et se battre au côté de son père contre l'armée d'Athéna. Au cours de la bataille, il croise par hasard Hadès et le tue après que ce dernier essaie de le manipuler une nouvelle fois. Même mort, Hadès réussira à posséder Arion et à lui faire tuer Poséidon. Il apprendra plus tard qu'en réalité, il est le fils de Prométhée et Pandore.
Déméter
Hadès
Zeus
Poséidon
Athéna
Apollon
Arès
Prométhée
Gaïa
Lycaon
Lesphina
Sénéca
Gido
Les 7 Érinyes
Héraclès
Pandore
Josué
Le petit frère de Pandore. Il adore Prométhée comme un grand frère, même avant son mariage avec Pandore. Il est aussi l’ami d’enfance d’Athéna, elle passe son temps à le martyriser. Il est assassiné en même temps que Pandore.

## Manga
Arion est d'abord prépublié dans le magazine Monthly Comic Ryū entre mars 1979 et septembre 1984 avant que l'éditeur Tokuma Shoten ne le publie en cinq volumes à partir du 1er novembre 1980, puis dans une nouvelle édition en trois volumes cette fois en 2004. Entre les deux, l'éditeur Chuko Bunko lance en 1997 une édition en quatre tomes.
Pour la France, Black Box annonce en août 2022 l'édition du manga prévue pour janvier 2023, en même temps que Venus Wars, une autre œuvre de Yasuhiko. En décembre 2023, Black Box est contraint d'annuler les sorties. Dans un bref communiqué paru sur ses réseaux sociaux, l'éditeur explique que l'origine de cette annulation serait dû à « de nombreux conflits entre les deux agents de Yoshikazu Yasuhiko et un autre éditeur Français et [eux-même] ». C'est finalement naBan Éditions qui publiera le manga, regroupé en trois volumes, entre le 21 juillet 2023 et le 8 décembre 2023. La traduction est assurée par Jean-Philippe Dubrulle, traducteur habitué des œuvres de Yasuhiko,, sous la supervision de Christophe Geldron. La relecture est réalisée par Maeva Paino et le lettrage et logo par Florent Faguet,,.

### Liste des tomes
Première édition japonaise
| no | Japonais          | Japonais |
| no | Date de sortie    | ISBN     |
| -- | ----------------- | -------- |
| 1  | 1er novembre 1980 |          |
| 2  | 1er juin 1981     |          |
| 3  | 1er juin 1982     |          |
| 4  | 1er juillet 1983  |          |
| 5  | 10 janvier 1985   |          |

Édition japonaise Chuko Bunko
| no | Japonais        | Japonais          |
| no | Date de sortie  | ISBN              |
| -- | --------------- | ----------------- |
| 1  | 18 février 1997 | 978-4-12-202807-4 |
| 2  | 18 février 1997 | 978-4-12-202808-1 |
| 3  | 18 mars 1997    | 978-4-12-202830-2 |
| 4  | 18 mars 1997    | 978-4-12-202831-9 |

Édition en trois volumes
| no | Japonais       | Japonais          | Français          | Français          |
| no | Date de sortie | ISBN              | Date de sortie    | ISBN              |
| --- | -------------- | ----------------- | ----------------- | ----------------- |
| 1 | 20 avril 2004  | 978-4-901819-90-9 | 21 juillet 2023   | 978-2-38060-050-6 |
| Titre : L'Exil Personnages sur la couverture : Arion et GidoListe des chapitres : - Sect. I : Le souverain de l'obscurité - Prologue - Sect. II : Le souverain de l'obscurité - Un périple - Sect. III : Athéna - Sect. IV : L'Olympe - Sect. V : Le Lion noir - Sect. VI : Au midi… - Sect. VII : Enfin la mer - Sect. VIII : Le souverain des mers - Prologue - Sect. IX : Le souverain des mers - Avant la tempête                                                                                  |                |                   |                   |                   |
| 2 | 20 mai 2004    | 978-4-901819-94-7 | 22 septembre 2023 | 978-2-38060-051-3 |
| Titre : L'Initiation Personnages sur la couverture : Arion et un soldatListe des chapitres : - Sect. X : Sauvagerie (partie 1) - Sect. XI : Sauvagerie (partie 2) - Sect. XII : Cauchemar - Sect. XIII : Les sept Érinyes - Sect. XIV : Ressentiment - Sect. XV : Prométhée - Sect. XVI : Le récit de Prométhée (partie 1) - Sect. XVII : Le récit de Prométhée (partie 2) - Sect. XVIII : Le récit de Prométhée (partie 3)                                                                            |                |                   |                   |                   |
| 3 | 19 juin 2004   | 978-4-901819-98-5 | 8 décembre 2023   | 978-2-38060-052-0 |
| Titre : L'Essor Personnages sur la couverture : Arion, Le Lion noir et deux autres personnagesListe des chapitres : - Sect. XIX : Le récit de Prométhée (partie 4) - Sect. XX : Le récit de Prométhée (partie 5) - Sect. XXI : Le récit de Prométhée (fin) - Sect. XXII : La vallée des dix mille fumées - Sect. XXIII : Lycaon - Sect. XXIV : Visions - Sect. XXV : Les Hilotes - Sect. XXVI : La citadelle honnie - Sect. XXVII : Le dénouement (partie 1) - Sect. XXVIII : Le dénouement (partie 2) |                |                   |                   |                   |

### Critiques
Le journaliste Nicolas Cailleaud a déclaré qu'Arion était un « fabuleux manga » et l'œuvre d'un « immense artiste ». Il salue un récit « sombre et passionnant ».

## Film
Sauf indication contraire, les informations mentionnées dans cette section peuvent être confirmées par la base de données cinématographiques IMDb,  présente dans la section « Liens externes ».

### Fiche technique
- Titre original : アリオン
- Titre français[12] : Arion
- Réalisation : Yoshikazu Yasuhiko
- Scénario : Yoshikazu Yasuhiko et Akiko Tanaka, d'après un manga de lui-même Yasuhiko
- Design des personnages : Yoshikazu Yasuhiko
- Musique : Joe Hisaishi
- Photographie : Akio Saitō
- Montage : Kazuo Inoue
- Studio de production : Sunrise
- Budget : ?
- Pays d'origine : Japon
- Langue : japonais
- Sociétés de distribution :
- Format : Couleurs - 1,85:1 - Dolby stéréo Digital
- Durée : 118 minutes
- Dates de sortie :  Japon : 15 mars 1986

### Distribution

#### Voix originales
- Shigeru Nakahara : Arion
- Miki Takahashi : Lesphina
- Mayumi Tanaka : Sénéca
- Hirotaka Suzuoki : Apollon
- Masako Katsuki : Athéna
- Chikao Ōtsuka : Hadès
- Kiyoshi Kobayashi : Poséidon
- Masanobu Ōkubo : Zeus
- Ichirō Nagai : Lycaon
- Reiko Mutō : Déméter
- Hideyuki Tanaka : Prométhée
- Kazue Komiya : Arion (jeune)
- Ryōko Kinomiya : Gaïa
- Toku Nishio : Gido
- Daisuke Gōri : Héraclès
- Bin Shimada : Arès
- Takako Ōta : Pio
- Kōhei Miyauchi : Ethos
- Hisako Kyōda : femme d'Ethos
- Tomomichi Nishimura : prêtre

#### Voix françaises
- Arnaud Arbessier : Arion
- Stéphanie Lafforgue : Lesphina, Sénéca
- Jacques Albaret : Apollon
- Christine Paris : Athéna
- Michel Tugot-Doris : Hadès, Zeus, Arès
- Gérard Rouzier : Poséidon
- Colette Noël : Déméter, Gaïa, Pio
- Bernard Jung : Prométhée
- Philippe Rouiller : Héraclès
- Michel Tureau : narrateur, Ethos, Lycaon

## Jeu vidéo
Basé sur le film, un jeu développé par ASCII (アスキー) sort sur NEC PC-8801 en avril 1986.

### Œuvres

#### Mangas
Édition japonaise Bunko
1. 1 2  (ja) « アリオン① », sur chuko.co.jp (consulté le 25 mars 2024)
2. 1 2  (ja) « アリオン② », sur chuko.co.jp (consulté le 25 mars 2024)
3. 1 2  (ja) « アリオン④ », sur chuko.co.jp (consulté le 25 mars 2024)
4. 1 2  (ja) « アリオン④ », sur chuko.co.jp (consulté le 25 mars 2024)

Édition trois volumes
1. 1 2 3 4 5 6  (ja) « 「　アリオン　」 », sur yas-w.sakura.ne.jp (consulté le 25 mars 2024)